# Bwin
bwin是GVC控股拥有的一个在线博彩公司。該公司主營業務有体育赌博、扑克、赌场游戏等，該公司大部分收入来自扑克和体育赌博。
该公司於2000年3月在維也納證券交易所上市，2011年3月，该公司与PartyGaming plc合并為Bwin.Party Digital Entertainment。合併後成立的公司于2016年2月又被GVC控股收购。
bwin曾是皇家馬德里的贊助商，皇家馬德里的隊衣胸前一度印有bwin的廣告。